# Trachypteris pinnata
Trachypteris pinnata är en kantbräkenväxtart som först beskrevs av J. D. Hook., och fick sitt nu gällande namn av Carl Frederik Albert Christensen. Trachypteris pinnata ingår i släktet Trachypteris och familjen Pteridaceae. Inga underarter finns listade.